# Circuit de Zandvoort
El Circuit de Zandvoort és un traçat apte per la disputa de curses automobilístiques que es troba a Zandvoort, Països Baixos, prop de la costa del Mar del Nord.

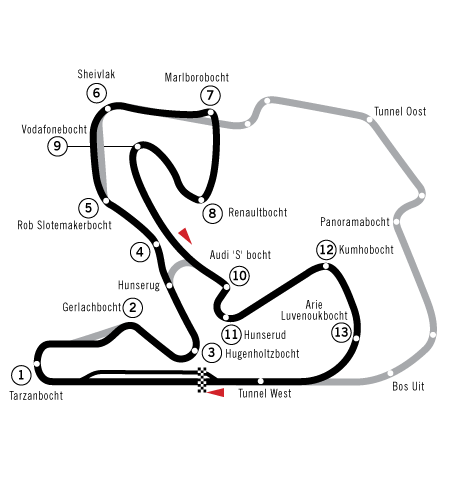
Circuit de Zandvoort

## Història
El circuit va ser inaugurat el 7 d'agost de 1948. L'any següent ja va tenir lloc el Gran Premi de Zandvoort. Els anys següents van disputar-se ja sota el nom de Gran Premi dels Països Baixos, passant a formar del calendari puntuable per la Fórmula 1 a la temporada 1952, cursa que es va disputar gairebé tots els anys fins a la temporada de l'any 1985.
Actualment s'hi estan realitzant millores i és possible que en un futur proper es pugui tornar a disputar-hi curses de Fórmula 1.

## Guanyadors del Gran Premi dels Països Baixos de F1
Les curses que no van formar part del calendari de la F1 es troben amb un fons de color
| Any     | Pilot Guanyador    | Equip guanyador   | Circuit           | Resultats         |
| ------- | ------------------ | ----------------- | ----------------- | ----------------- |
| 1985    | Niki Lauda         | McLaren           | Zandvoort         | Resultats         |
| 1984    | Alain Prost        | McLaren           | Zandvoort         | Resultats         |
| 1983    | René Arnoux        | Ferrari           | Zandvoort         | Resultats         |
| 1982    | Didier Pironi      | Ferrari           | Zandvoort         | Resultats         |
| 1981    | Alain Prost        | Renault           | Zandvoort         | Resultats         |
| 1980    | Nelson Piquet      | Brabham           | Zandvoort         | Resultats         |
| 1979    | Alan Jones         | Williams          | Zandvoort         | Resultats         |
| 1978    | Mario Andretti     | Lotus             | Zandvoort         | Resultats         |
| 1977    | Niki Lauda         | Ferrari           | Zandvoort         | Resultats         |
| 1976    | James Hunt         | McLaren           | Zandvoort         | Resultats         |
| 1975    | James Hunt         | Hesketh           | Zandvoort         | Resultats         |
| 1974    | Niki Lauda         | Ferrari           | Zandvoort         | Resultats         |
| 1973    | Jackie Stewart     | Tyrrell           | Zandvoort         | Resultats         |
| 1972    | No es va disputar  | No es va disputar | No es va disputar | No es va disputar |
| 1971    | Jacky Ickx         | Ferrari           | Zandvoort         | Resultats         |
| 1970    | Jochen Rindt       | Lotus             | Zandvoort         | Resultats         |
| 1969    | Jackie Stewart     | Matra             | Zandvoort         | Resultats         |
| 1968    | Jackie Stewart     | Matra             | Zandvoort         | Resultats         |
| 1967    | Jim Clark          | Lotus             | Zandvoort         | Resultats         |
| 1966    | Jack Brabham       | Brabham           | Zandvoort         | Resultats         |
| 1965    | Jim Clark          | Lotus             | Zandvoort         | Resultats         |
| 1964    | Richie Ginther     | BRM               | Zandvoort         | Resultats         |
| 1963    | Jim Clark          | Lotus             | Zandvoort         | Resultats         |
| 1962    | Graham Hill        | BRM               | Zandvoort         | Resultats         |
| 1961    | Wolfgang von Trips | Ferrari           | Zandvoort         | Resultats         |
| 1960    | Jack Brabham       | Cooper            | Zandvoort         | Resultats         |
| 1959    | Jo Bonnier         | BRM               | Zandvoort         | Resultats         |
| 1958    | Stirling Moss      | Vanwall           | Zandvoort         | Resultats         |
| 1956-57 | No es va disputar  | No es va disputar | No es va disputar | No es va disputar |
| 1955    | Juan Manuel Fangio | Mercedes          | Zandvoort         | Resultats         |
| 1954    | No es va disputar  | No es va disputar | No es va disputar | No es va disputar |
| 1953    | Alberto Ascari     | Ferrari           | Zandvoort         | Resultats         |
| 1952    | Alberto Ascari     | Ferrari           | Zandvoort         | Resultats         |
| 1951    | Louis Rosier       | Talbot-Lago       | Zandvoort         | Resultats         |
| 1950    | Louis Rosier       | Talbot-Lago       | Zandvoort         | Resultats         |
| 1949    | Luigi Villoresi    | Ferrari           | Zandvoort         | Resultats         |
| 1948    | Prince Bira        | Maserati          | Zandvoort         | Resultats         |